# Nito Bogado
Juan Félix «Nito» Bogado Tatter (Asunción, 13 de enero de 1975) es un economista, contador, auditor y político paraguayo, miembro del Directorio Nacional del Partido Liberal Radical Auténtico (PLRA). Fue diputado entre 2013 y 2018, y actualmente se desempeña como representante del Paraguay en el Parlamento del Mercosur (Parlasur).

## Biografía
Nació el 13 de enero de 1975 en Asunción, Paraguay. Es hijo de María Cristina Tatter y Juan Félix Bogado Gondra, ambos militantes liberales paraguayos exiliados políticos en Alemania entre 1975 y 1986. Tiene dos hijas: Joaquina y Julieta.
Cursó estudios primarios en la Grundschule y el Gymnasium de Warstein, Alemania, y posteriormente en el Colegio Goethe de Asunción.
Egresó como economista de la Universidad Autónoma de Asunción, habiendo cursado la mayor parte de la carrera en la Universidad Católica de Asunción. Actualmente cursa una maestría en auditoría y contabilidad superior ofrecida conjuntamente por la Universidad Nacional de Asunción y la Universidad de Buenos Aires.

## Trayectoria profesional
Se desempeñó en el área de caja, cuentas corrientes y crédito del extinto Banco Alemán Paraguayo, entre 1993 y 1996.
En el sector público, trabajó en el Ministerio de Agricultura, la Contraloría General de la República, y como director de Control de Entidades Financieras del Estado, Banco Central y Deuda Pública dentro de la Dirección General de Economía de la Contraloría.
Como auditor fiscalizó entes como Essap, INC, Acepar, Dirección Nacional de Aduanas, Fondo Ganadero y el Banco Nacional de Fomento.
Fue supervisor de la primera auditoría a la supuesta deuda del Estado paraguayo a la Entidad Binacional Yacyretá (EBY), lado argentino.

## Trayectoria política
Fue jefe de campaña del movimiento juvenil Los Jóvenes de la Alianza Laíno–Filizzola en 1998.
En 2001 participó como editor general en la revista Jota. Fue candidato a presidente de la Juventud Liberal Radical Auténtica (JLRA) en 2002, y posteriormente vicepresidente.
Fue miembro fundador del Frente de Integración Liberal (FIL) y candidato a miembro del Directorio Nacional del PLRA en 2005. Para el periodo 2007–2010 fue elegido presidente del Comité 37 del PLRA en Asunción.
En 2012 fue jefe de campaña de la candidatura de Efraín Alegre durante las elecciones internas vía urnas delivery. En septiembre de ese año fue propuesto como candidato a diputado por Capital por tres movimientos del PLRA. Ganó las internas del 14 de diciembre de 2012 y fue electo como cabeza de lista para la diputación por Asunción en las elecciones generales de 2013.
Fue electo director del PLRA para el periodo 2016–2021.

### Ministerio de Obras Públicas y Comunicaciones
Durante la gestión de Efraín Alegre como ministro, Nito fue designado viceministro de Administración y Finanzas del Ministerio de Obras Públicas y Comunicaciones (MOPC).

### Diputado Nacional
Fue elegido diputado por la ciudad de Asunción en las elecciones generales del 20 de abril de 2013. Asumió su banca el 1 de julio del mismo año.
Durante su periodo como legislador presentó 140 proyectos de ley, declaraciones y resoluciones. Desde su banca mantuvo una postura crítica al oficialismo, el Partido Colorado.
Presidió la Comisión de Asuntos Económicos y Financieros entre 2013 y 2017.

### Parlamento del Mercosur
En las elecciones generales de Paraguay de 2018 fue electo representante del Paraguay ante el Parlamento del Mercosur, cargo que ocupa actualmente.